# Знамя Кривого Рога

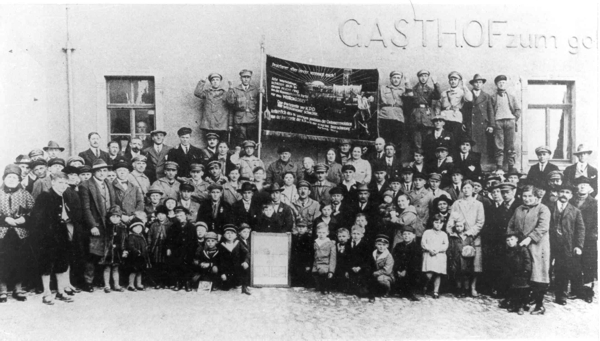
Прибытие Знамени Кривого Рога в Гербштедт

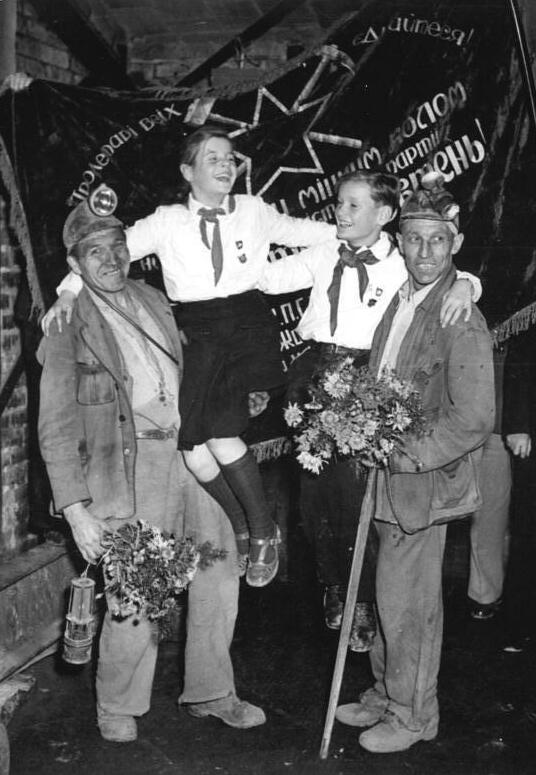
Шахтёры и пионеры возле Знамени. 3 ноября 1952

Знамя Кривого Рога (нем. Die Fahne von Kriwoi Rog) — красный флаг, символ дружбы горняков Кривбасса и немецких шахтёров из Мансфельдского горного округа.

## История
21 апреля 1929 года знамя было подарено криворожскими горняками с рудника имени Дзержинского немецким шахтёрам из Мансфельдского горного округа.
Знамя, которое коммунист Карл Шульц торжественно передал из Нойкельна в Гербштедт, использовалось постоянно, как символ рабочего движения коммунистов, на демонстрациях и парадах на мансфельдской земле в период Веймарской Республики.
Согласно официальной восточно-германской историографии Отто Брозовский, секретарь партийной ячейки КПГ, принял знамя и скрывал в период нацизма. Знамя было спрятано сначала в другой семье Гербштедта от нацистов, но потом было принято в дом не подозрительным на тот момент Брозовским, за что тот получил высокий риск. Жена Отто Брозовского, Минна Брозовская, вшила его между двумя скатертями и расположила на столе в гостиной. 30 марта 1933 года Отто Брозовский был схвачен и направлен в концлагерь Лихтенбург возле Преттина. На протяжении ареста Брозовского знамя закопали знакомые под межевым камнем пашни Гербштедта. После одного года задержания Отто Брозовский отстроил свой крольчатник и спрятал знамя в толстых глиняных стенах, что характерно для мансфельдских земель.
К концу Второй мировой войны американские войска заняли район Мансфельда, который после Ялтинской конференции передан Красной армии. При вхождении советских солдат в Гербштедт они были встречены семьёй Брозовских со Знаменем Кривого Рога. По словам Рудольфа Брозовского, внука Отто Брозовского, его дед вывесил знамя из окна и после этого советский командир смог найти семью Брозовских.
Во времена ГДР знамя или специально для этого изготовленный дубликат использовалось как символ сопротивления коммунизма против фашизма и как символ союза с СССР и часто показывалось на официальных мероприятиях.
С 1964 года знамя было выставлено в Немецком историческом музее в Берлине и после Мирной революции в ГДР хранился в запасниках музея. В 2007 году восстановленное знамя было показано на специальной выставке музея.

## Память
- Момент встречи советских воинов-освободителей запечатлел в картине 1953 года немецкий художник Карл Коте[нем.];
- В 1960 году был опубликован роман Отто Готше «Знамя Кривого Рога»;
- В 1960 году тему рассмотрел Хайнер Мюллер в одноимённой поэме-очерке;
- Повесть Аннелизе Ихенхойзер «Спасённое сокровище» 1961 года;
- Фильм «Знамя Кривого Рога» Курта Метцига 1967 года;
- Памятник из красного порфира в городе Зангерхаузен;
- Памятный знак в честь 60-летия интернациональной дружбы;
- История описана в стихе «Памятник Ленину» Стефана Хермлина[2].